# Мадуњице
Мадуњице (слч. Madunice) насељено је мјесто са административним статусом сеоске општине (слч. obec) у округу Хлоховец, у Трнавском крају, Словачка Република.

## Становништво
| Година:    | 1994. | 2004.    | 2014.   | 2024.   |
| ---------- | ----- | -------- | ------- | ------- |
| Број људи: | 1854  | 2040     | 2191    | 2340    |
| Разлика:   |       | +10,03 % | +7,40 % | +6,80 % |

| Година:    | 2023. | 2024.   |
| ---------- | ----- | ------- |
| Број људи: | 2341  | 2340    |
| Разлика:   |       | -0,04 % |

Према подацима о броју становника из 2024. године насеље је имало 2340 становника.